# ادوارد پایین
ادوارد پایین (انگلیسی: Edward Pain; ۱۵ ژوئیهٔ ۱۹۲۵ – ۶ ژانویهٔ ۲۰۰۰) قایقران روئینگ اهل استرالیا بود.